# Juliette Dillon
Pour les articles homonymes, voir Dillon.
Juliette Dillon, née le 23 décembre 1823 à Orléans et morte le 8 août 1854 à Paris, est une organiste, pianiste, compositrice et journaliste musicale française.

## Biographie
Agathe-Anaïs-Juliette Godillon, dite Dillon, naît le 23 décembre 1823 à Orléans,. 
Elle commence très jeune son apprentissage musical dans sa ville natale, auprès de sa mère Élisabeth Godillon née Fournier, professeure de musique, avant de prendre les leçons avec Marius Gueit, organiste de l'église Saint-Paterne d'Orléans. Elle fait montre d'un talent précoce pour la composition et l'improvisation,. 
En 1837, Juliette Godillon s'installe avec sa mère à Saint-Germain-en-Laye, en banlieue parisienne. Peu après, elle devient organiste titulaire de la cathédrale de Meaux,.  
En 1847, elle publie sous le titre de Contes fantastiques une traduction musicale pour piano de dix contes choisis d'E.T.A. Hoffmann, qui reçoit un accueil très favorable de la critique. Bien que le recueil soit initialement édité sous le nom de Juliette Godillon, plusieurs critiques l'appellent Juliette G. Dillon. La compositrice adopte alors ce nom, signant désormais Juliette G. Dillon ou simplement Juliette Dillon,.  
En 1849, à l'occasion de l'inauguration de la ligne ferroviaire Paris-Épernay, elle se produit à Meaux pour le président Louis Napoléon Bonaparte, prestation remarquée par les observateurs,.  
Dans les années 1850, Dillon joue régulièrement dans les salons parisiens. Elle fait ses débuts en 1852 à la salle de l'Association des artistes musiciens et à la salle Sainte-Cécile. Ses improvisations connaissent un grand succès et établissent sa réputation,.  
Durant ces années, Juliette Dillon devient également critique musicale, publiant des articles sous son nom ou utilisant divers pseudonymes, notamment « Richard Sincère ». Elle écrit pour Le Moniteur parisien et Le Nouvelliste, avant de devenir la première femme à fonder et éditer un journal musical à Paris : elle crée en 1852 L'Avenir musical, dont elle rédige la plupart des articles, puis, en 1853, Le Progrès musical, avec comme ambition « enseigner l'art musical à la jeunesse, c'est justifier notre titre, car les progrès de toutes choses sont toujours en germe dans les jeunes générations »,.  
Elle meurt prématurément quelques mois plus tard, du choléra, le 8 août 1854 à Paris,.      

## Œuvres

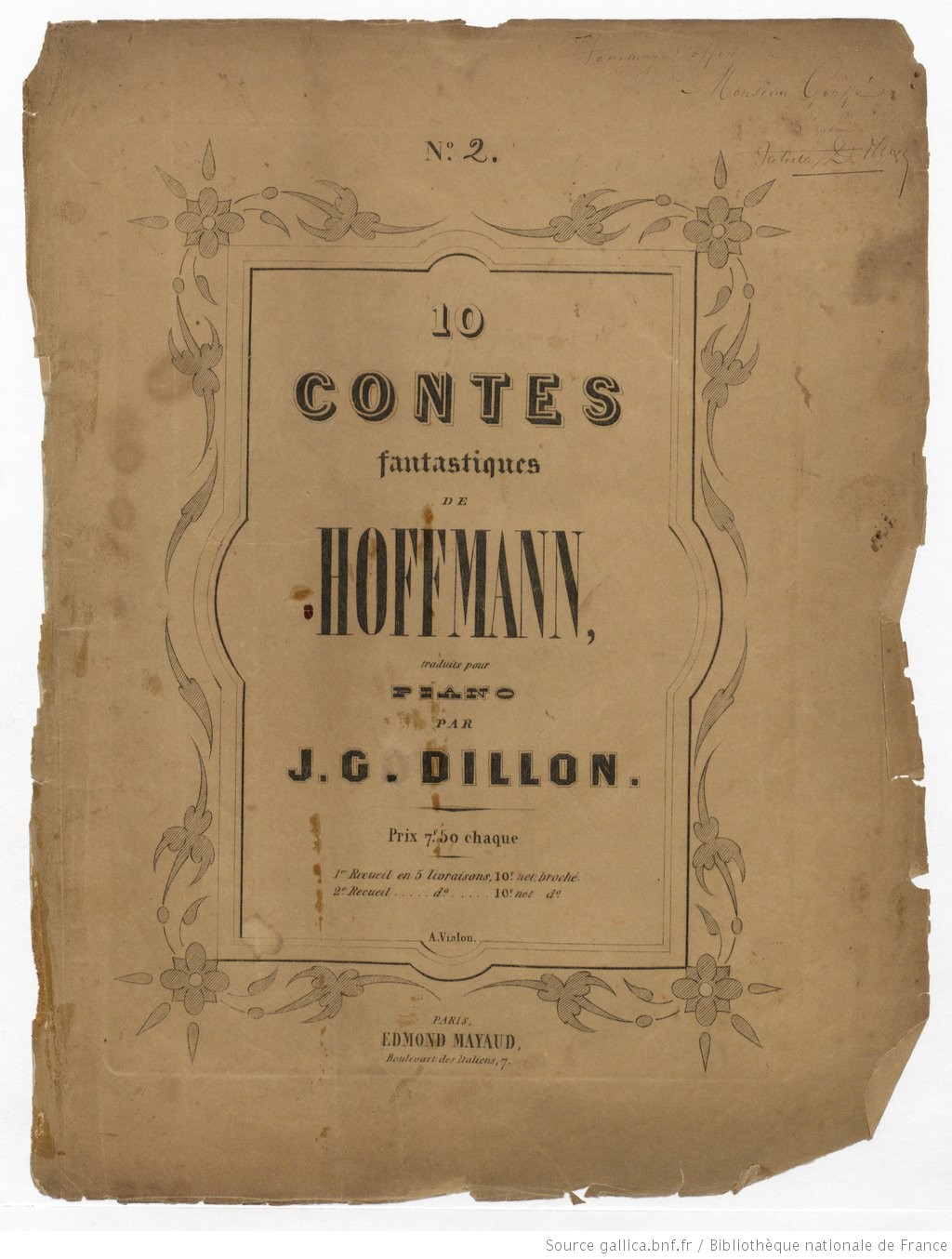
Couverture de la partition des Dix Contes fantastiques.

Les compositions de Juliette Dillon consistent en, :

### Musique pour piano
- Contes fantastiques de Hoffmann :

1. Le violon de Crémone
2. Le mystère de la maison déserte
3. Coppelius l'alchimiste
4. Annunziata
5. Le choix d'une fiancée
6. Les maîtres chanteurs, dédié à Louis Lacombe
7. La porte murée, dédié à Louis Niedermeyer
8. Berthold le fou, dédié à Joséphine Martin
9. Le reflet perdu, dédié à Hector Berlioz
10. Le tonnelier de Nuremberg, dédié à la mère de la compositrice

- France !, marche militaire dédiée à Louis Napoléon Bonaparte
- Les Joyeuses Commères de Windsor
- Album d'improvisations musicales recueillies et simplifiées par l'auteur :

1. Sonata rustique inspirée par le Labourage nivernais de Rosa Bonheur
2. Beaucoup de bruit pour rien
3. Une Fête des Sorcières
4. Le Quart d'heure de Rabelais

### Musique vocale
- Les scènes de la vie de pension, suite de morceaux d'ensemble expressément composés pour les maisons d'éducation (J. Dillon), pour voix et piano
- Cantique à la sainte Vierge (H. Moreau), pour voix et orgue